# Pepe Iglesias
José Ángel Iglesias Sánchez, conegut artísticament com a Pepe Iglesias «El Zorro» (Buenos Aires, 11 de febrer de 1915 - Santiago de Xile, 4 de març de 1991) va ser un humorista argentí que, si bé va desenvolupar gran part de la seva carrera al seu país natal, també va estar establert temporalment a Xile i Espanya.

## Biografia
Fill d'immigrants espanyols, després de desenvolupar la seva carrera artística a la seva Argentina natal, on va intervenir en una desena de pel·lícules i va col·laborar en programes de ràdio, es va instal·lar a Espanya el 2 de maig de 1952 i poc després va debutar davant el públic espanyol a través d'una emissora de ràdio, Radio Madrid, de la Cadena SER, Societat Espanyola de Radiodifusió.
Un any més tard va debutar al cinema espanyol amb la pel·lícula ¡Che, qué loco!, de Ramón Torrado, al costat de José Isbert i Emma Penella.
Seguidament va ser fitxat per la Cadena SER i es va convertir en una de les estrelles radiofòniques més cotitzades a Espanya. Dotat d'una sorprenent capacitat per interpretar diferents veus, atribuïdes a diferents personatges, com Don Tapadora i Finado Fernández, que va ser un dels més populars, tots ells convivint en un imaginari Hotel la Sola Cama (on hi ha brega tota la setmana). Així mateix, executava melodies amb una entolació extraordinàriament brillant. Iglesias, sota el sobrenom d'"El Zorro", va passar a ser un dels còmics per excel·lència de l'Espanya dels anys cinquanta. El 1954 va rebre un Premi Ondas a la millor atracció internacional de l'any.
Els seus afegitons aviat van passar al llenguatge quotidià i era habitual escoltar frases que va fer famoses com "Seré bereve" en lloc de "seré breve"; "está loca la pelota", "¡Ay que risibilidad me dan las cosas risibles!" o "del Finado Fernández nunca más se supo". També es va fer famosa la sintonia amb la qual començaven els seus programes: "Yo soy 'El Zorro', zorro, zorrito, para mayores y pequeñitos; yo soy El Zorro, señoras, señores, de mil amores, voy a empezar", seguida d'una de les seves característiques melodies.
Amb l'arribada de la televisió a Espanya, va provar sort en el nou mitjà (Gran parada). Tot i això, la seva forma de fer riure, eminentment lingüística no va superar l'adaptació als nous temps.
Va tornar a l'Argentina el 1964, i a poc a poc va anar alternant els seus espectacles fins a la seva retirada definitiva.
En aquest període, va aconseguir recuperar la seva gran popularitat en cicles televisius com Zorrorisas de 1964 a 1970 al Canal 11 de Buenos Aires, amb la direcció de Muzaccio, i després al Canal 9.
Va tornar a Espanya a finals de la dècada de 1970 i se'n va tornar al seu país natal el 1980 amb Peperrisas (1980) i Service de Humor (1981/82), tots dos cicles emesos per Canal 13 de Buenos Aires, on Iglesias realitzava esquetxos reeixits com "Los Polonios" (al costat de Manuel Emilio Cativa, que el va acompanyar en tots els programes de televisió fins a 1982) i "La Señora Porhora".
Per ràdio va fer Supershow (1980), els dissabtes per Radio Belgrano de Buenos Aires, on feia personatges com a "Comandante Caruso". Es recorden les frases dels seus personatges, com "No se lo diga, Polonio, que adivine", "Docena mais um: Treece", "Hecho por Délo" i "¿Cómo se llama este programa (sic)?".
La seva última actuació radiofònica va ser el 1988, al programa Dándonos la mano, de Radio América.
El 1981 va rebre el Diploma al Mèrit atorgat per la Fundació Konex, en la disciplina d'actor de comèdia.
Va morir a Santiago de Xile el 4 de març de 1991, als 76 anys.

## Filmografia
- Pobre pero honrado (1955)
- Como yo no hay dos (1952)
- ¡Che, qué loco! (1953) .... Pepe Valdés
- Los sobrinos del zorro (1952)
- El heroico Bonifacio (1951)
- Si usted no puede, yo sí (1951)
- El zorro pierde el pelo (1950) ...Pedro Medina
- Piantadino (1950)
- Avivato (1949)
- Una noche en el Ta Ba Rin (1949)
- Recuerdos de un ángel (1948)
- El barco sale a las diez (1948)
- Un ángel sin pantalones (1947)
- El tercer huésped (1946) ...Antonio Larrau / Gómez
- Mi novia es un fantasma (1944)
- Llegó la niña Ramona (1943)
- 24 horas en libertad (1938)
- El mono relojero (1938)... Veus i sons
- Dos amigos y un amor (1937)

Banda sonora
- La próxima estación (1982)
- Las tres coquetonas (1960)
- La nave de los monstruos (1960)